# Heinz Präßler
Heinz Präßler (* 13. April 1923 in Hermsdorf, Landkreis Jena-Roda, Thüringen; † 18. Februar 1998 in Cottbus) war ein deutscher Architekt und Hochschullehrer in der DDR. Er war langjähriger Rektor der  Ingenieurhochschule Cottbus.

## Leben
Präßler, Sohn des Baumeisters Walter Präßler, erlernte nach dem Besuch der Mittelschule den Beruf des  Maurers im väterlichen Betrieb und absolvierte die Staatsbauschule Erfurt. Während des Zweiten Weltkriegs leistete er Kriegsdienst und geriet in kurze Kriegsgefangenschaft.
Nach dem Krieg arbeitete er von 1945 bis 1950 als Bauleiter und Architekt im Familienunternehmen. Ab 1950 wirkte er als Mitarbeiter der Deutschen Bauakademie (DBA) in Ost-Berlin. Er trat in die Sozialistische Einheitspartei Deutschlands (SED) ein, war persönlicher Referent des Präsidenten der DBA Kurt Liebknecht sowie Erster Sekretär der Betriebsparteiorganisation (BPO) der DBA.
Im Jahr 1958 wurde er zum Dr.-Ing. promoviert und war von 1959 bis 1962 Direktor des Instituts für Wohnungs- und  Gesellschaftsbau der DBA. Von 1962 bis 1963 fungierte er als Bezirksbaudirektor des Bezirkes Cottbus. Im November 1963 berief ihn der Magistrat von Berlin zum stellvertretenden Oberbürgermeister und Stadtrat für Bauwesen und Investitionen. Im Februar 1966 erfolgte seine Berufung zum Direktor des Wissenschaftlich-technischen Zentrums beim Ministerium für Bauwesen. Bei der Gründung der Ingenieurhochschule in Cottbus 1969 wurde er Professor und Rektor der Hochschule für Bauwesen und blieb bis zu seiner Pensionierung 1988 im Amt. Als dienstältester Rektor der DDR wurde er nach mehr als 18 Jahren am 26. Februar 1988 von Horst Brix abgelöst.
Von Mai 1971 bis März 1976 und erneut von Februar 1981 bis 1989 gehörte er der SED-Bezirksleitung Cottbus als Mitglied an. Als Nachfolger von Joachim Schulze war Präßler von Mai 1972 bis 1989 Vorsitzender des Bezirksvorstandes Cottbus der Gesellschaft für Deutsch-Sowjetische Freundschaft (DSF).
Präßler starb im Alter von 74 Jahren. Sein Urnengrab befindet sich auf dem Südfriedhof (Cottbus).

## Auszeichnungen
- 1974 Orden Banner der Arbeit
- 1980 Ehrentitel Held der Arbeit
- 1988 Verleihung der Ehrendoktorwürde Dr.-Ing. h. c.